# Nadinho
Leonardo Cardoso mais conhecido como Nadinho (Alagoinhas, 24 de agosto de 1930 — Salvador, 20 de janeiro de 2022), foi um futebolista brasileiro que atuava como goleiro. Defendeu o Bahia durante anos, onde atuou em 421 partidas, o goleiro com mais jogos pelo clube, e conquistou o Campeonato Brasileiro de 1959.

## Morte
Nadinho morreu aos 91 anos de idade em Salvador, sofreu uma parada cardiorrespiratória em decorrência de complicações relacionadas a COVID-19. Nos últimos tempos, ele vinha morando em um abrigo para idosos, já debilitado, e diagnosticado com mal de Alzheimer.

## Títulos
Vitória
- Campeonato Baiano: 1953

Bahia
- Campeonato Baiano: 1958, 1959, 1960, 1961, 1962 e 1967
- Campeonato Brasileiro: 1959